# Öresjön (Kungsäters socken, Västergötland)
Öresjön är en sjö i Varbergs kommun i Västergötland och ingår i Viskans huvudavrinningsområde. Sjön har en area på 0,109 kvadratkilometer och ligger 50 meter över havet.

## Delavrinningsområde
Öresjön ingår i det delavrinningsområde (635677-130207) som SMHI kallar för Utloppet av Fävren. Medelhöjden är 50 meter över havet och ytan är 30,77 kvadratkilometer. Räknas de 6 avrinningsområdena uppströms in blir den ackumulerade arean 151,75 kvadratkilometer. Lillån (Kungsätersån) som avvattnar avrinningsområdet har biflödesordning 2, vilket innebär att vattnet flödar genom totalt 2 vattendrag innan det når havet efter 31 kilometer. Avrinningsområdet består mestadels av skog (42 %), öppen mark (11 %) och jordbruk (27 %). Avrinningsområdet har 5,2 kvadratkilometer vattenytor vilket ger det en sjöprocent på 16,9 %.